# Kloster Orphal

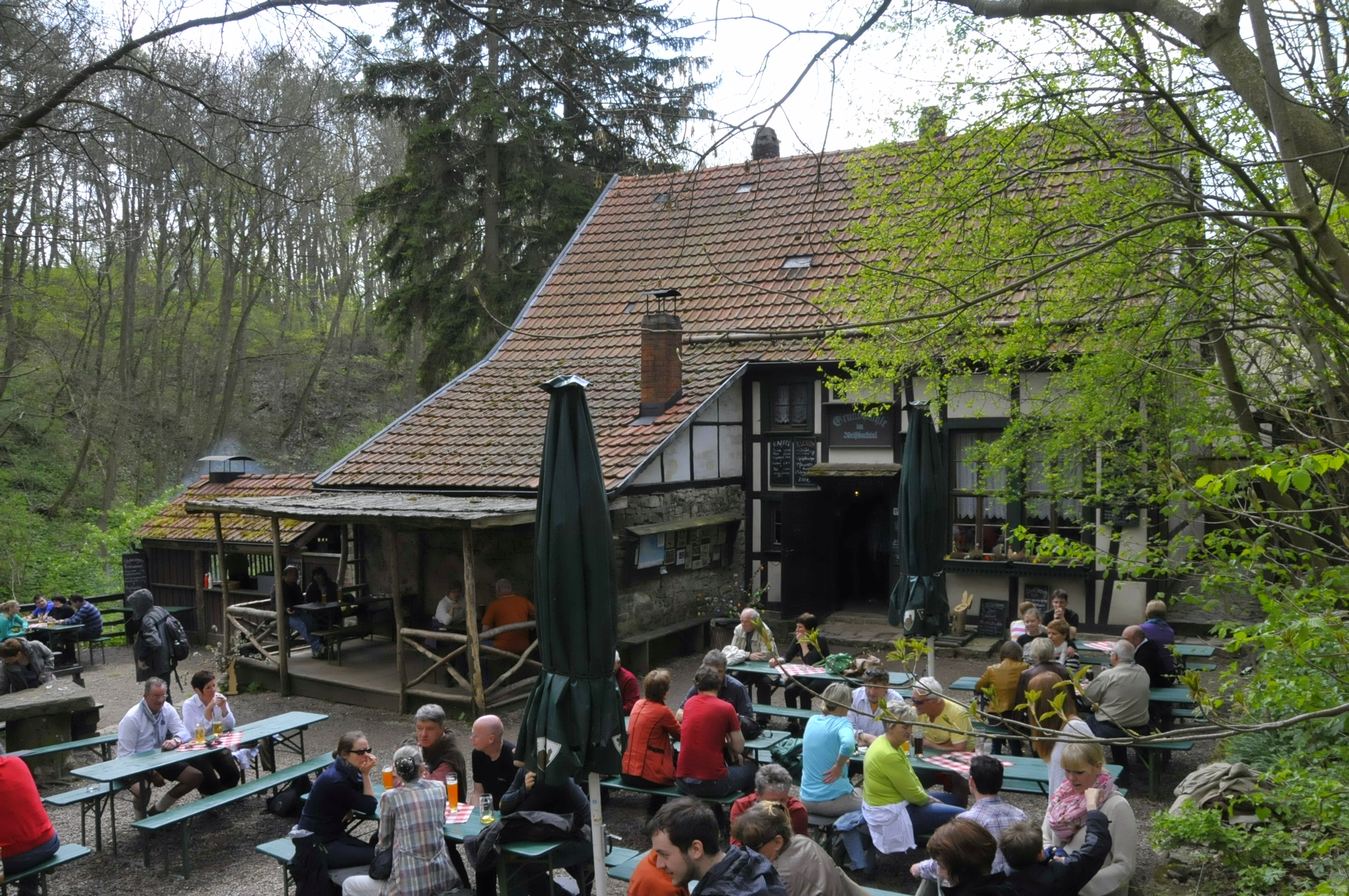
Grundmühle im Weißbachtal

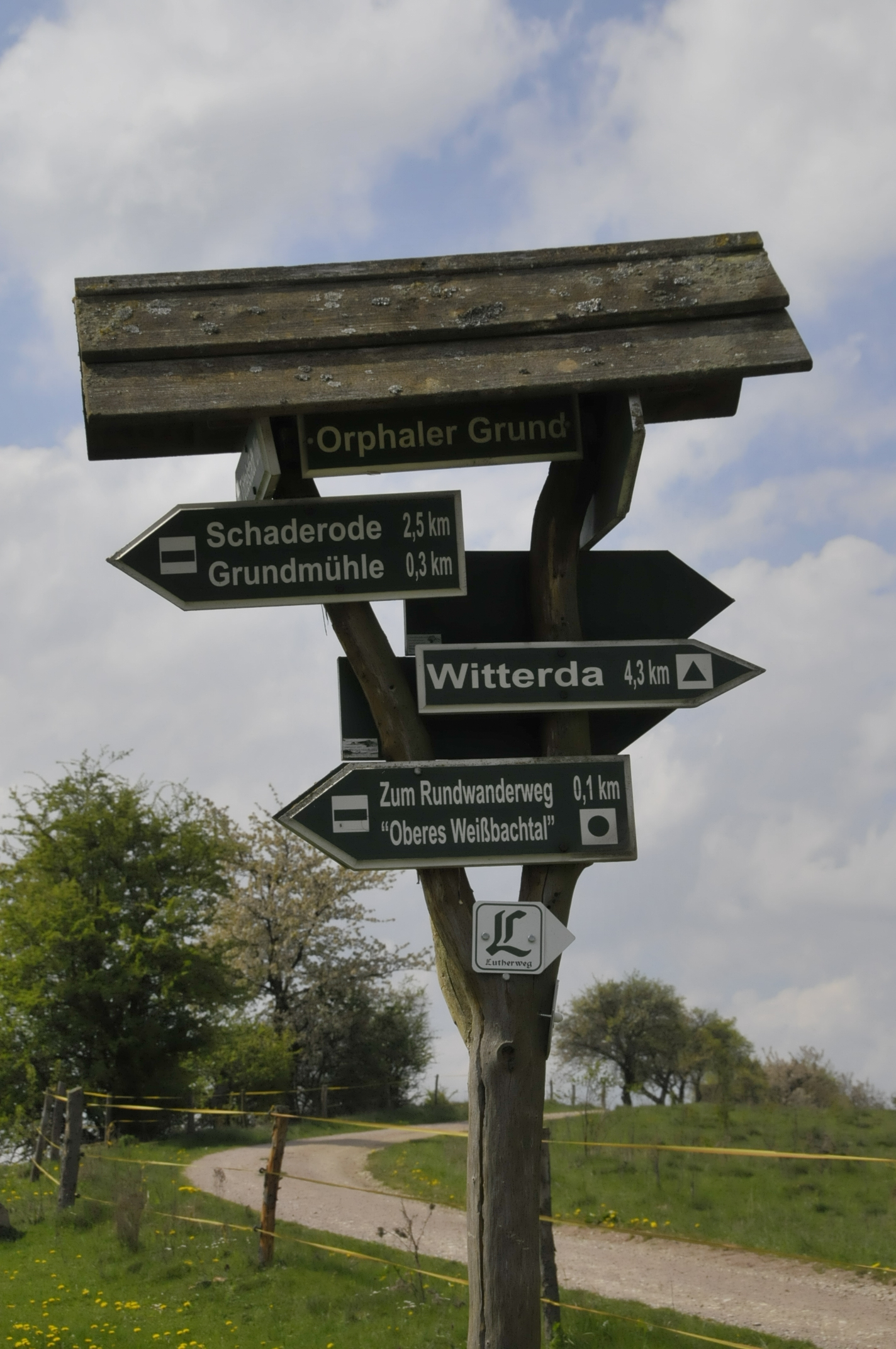
Wegweiser "Orphaler Grund"

Das Kloster Orphal war der Name eines Klosters in der Nähe von Töttelstädt, einem Ortsteil von Erfurt.
Das Kloster, das vermutlich St. Georg geweiht und durch die Brüder Eberhard und Kuno von Trier gestiftet wurde, und die Ortschaft Orphal wurden erstmals 1074 in einem Stiftsbrief des Klosters Hasungen erwähnt.
Der Ort Orphal wurde 1307 letztmals erwähnt. Der Mainzer Erzbischof unternahm den Versuch, das Kloster zu retten, indem er das Patronatsrecht an das zu dieser Zeit wohlhabende Erfurter Peterskloster übertrug. Nachdem sie fast völlig verfallen war, fand im Jahre 1479 eine Neueinweihung der Kirche zu Orphal statt, die vom Erfurter Peterskloster verwaltet wurde. Um 1530 wurde die Kapelle des ehemaligen Orphal-Klosters infolge der Reformation aufgegeben.
Das Kloster lag im Orphaler Grund in der Nähe des Weißbaches in einem Flurstück, das in der Töttelstädter Flurkarte als Orphaler Kirche bezeichnet wird. Heute gibt es im Orphalgrund noch eine Mühle mit Restaurant unweit der spärlichen Mauerreste. In der Mühle befinden sich verschiedene Bilder, die das Kloster illustrieren, aber wohl erst lange nach dessen Verfall gemalt wurden.
Die etwa 300 m ü. NN hoch gelegene Anhöhe zwischen der Grundmühle und Töttelstädt nördlich des Weißbachs nennt sich in einer Karte des BfN Orphaler Berg. Östlich davon erhebt sich der Katzenberg. In der Senke zwischen den beiden Anhöhen entspringt ein Rinnsal im Klosterbrunnen, das sich unterhalb der Grundmühle in den Weißbach ergießt. Dies sind alles Hinweise auf die klösterliche Vergangenheit.
Das Verschwinden des Klosters ist Inhalt einer regionalen Sage.